# 豁里真
豁里真·合屯（?—?），蒙古主儿勤氏人，合不勒汗的长孙媳，忽秃黑秃主儿勤的夫人，撒察别乞的母亲。
札木合处有很多百姓来投奔，铁木真很高兴。铁木真、诃额仑夫人、合撒儿、主儿勤氏的撒察别乞、泰出在斡难河的树林里举行宴会庆贺。在宴会上，首先给成吉思汗、给诃额仑夫人、给合撒儿、给撒察别乞等各斟了一皮瓮酒。又给撒察别乞的小母额别该斟了一皮瓮酒。当时豁里真·合屯、忽兀儿臣·合屯 两人说：“为什么不首先给我们斟酒，而先给额别该斟酒呢？”于是打了司膳失乞兀儿。铁木真后来因为别勒古台被主儿勤氏的不里孛阔砍伤，于是与主儿勤氏人厮打，把了豁里真·合屯、忽兀儿臣·合屯两人抢了过来。后来，主儿勤氏说要与铁木真议和，铁木真把豁里真·合屯、忽兀儿臣·合屯两人交还。